# Château de Breuches
Le château de Breuches est un château situé à Breuches, en France.

## Localisation
Le château est situé sur la commune de Breuches, dans le département français de la Haute-Saône.

## Historique
L'édifice est inscrit au titre des monuments historiques en 1994.